# Кежемський район
Кежемський район (рос. Кежемский район) — адміністративна одиниця та муніципальне утворення в центральній частині Красноярського краю. Адміністративний центр — місто Кодинськ (до 1988 року адміністративним центром було село Кежма).

## Географія
Район розташований на сході центральної частини Красноярського краю. Площа території - 34541 км².
Суміжні території:
- Північ: Евенкійський район
- Схід і південь: Іркутська область
- Захід: Богучанський район.

## Історія
Утворений 4 липня 1927 року в результаті поділу Приангарського району Канського округу Сибірського краю. 30 липня 1930 був переданий в пряме підпорядкування Східно-Сибірського краю. 7 грудня 1934 увійшов до складу Красноярського краю.
| Прапор Росії | Це незавершена стаття про Росію. Ви можете допомогти проєкту, виправивши або дописавши її. |